# تخت‌گاز: ویژه‌برنامه قطبی
تخت‌گاز: ویژه‌برنامه قطبی (به انگلیسی: top gear polar special) یک قسمت ویژه از برنامه تخت‌گاز بی‌بی‌سی دو محصول سال ۲۰۰۷ با اجرای جرمی کلارکسون، ریچارد هموند و جیمز می است. طول مستند ۷۰ دقیقه است.

## داستان
معرفی برترین اتوموبیل‌های سرزمین‌های برفی است.

## وسایل نقلیه مورد استفاده
- تویوتا دیزل
- تویوتا لند کروزر[۱]